# Jean Mosnier
Pour les articles homonymes, voir Mosnier.

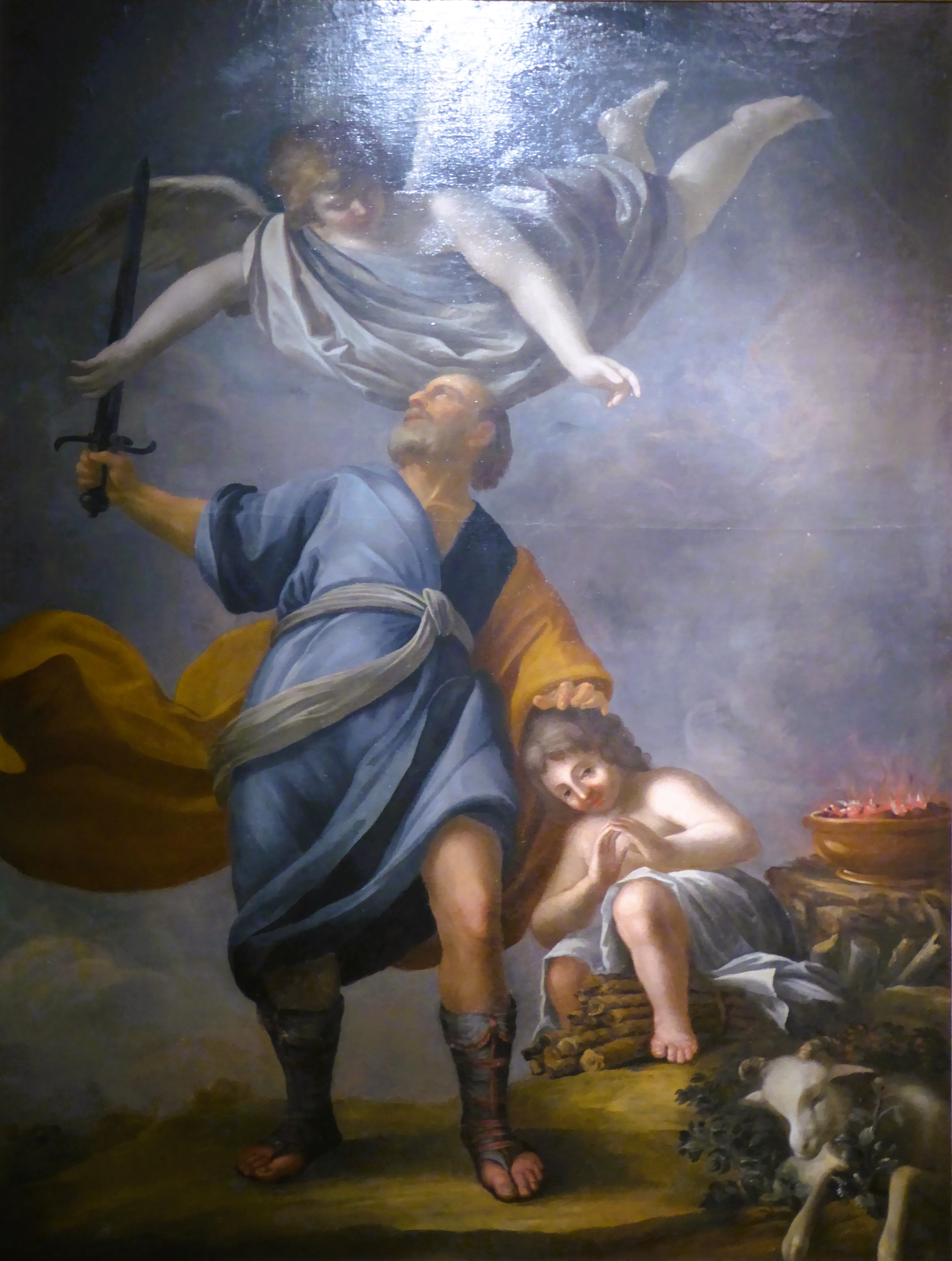
Le sacrifice d'Abraham (att.), 1620-1640, musée des Beaux-Arts de Chartres.

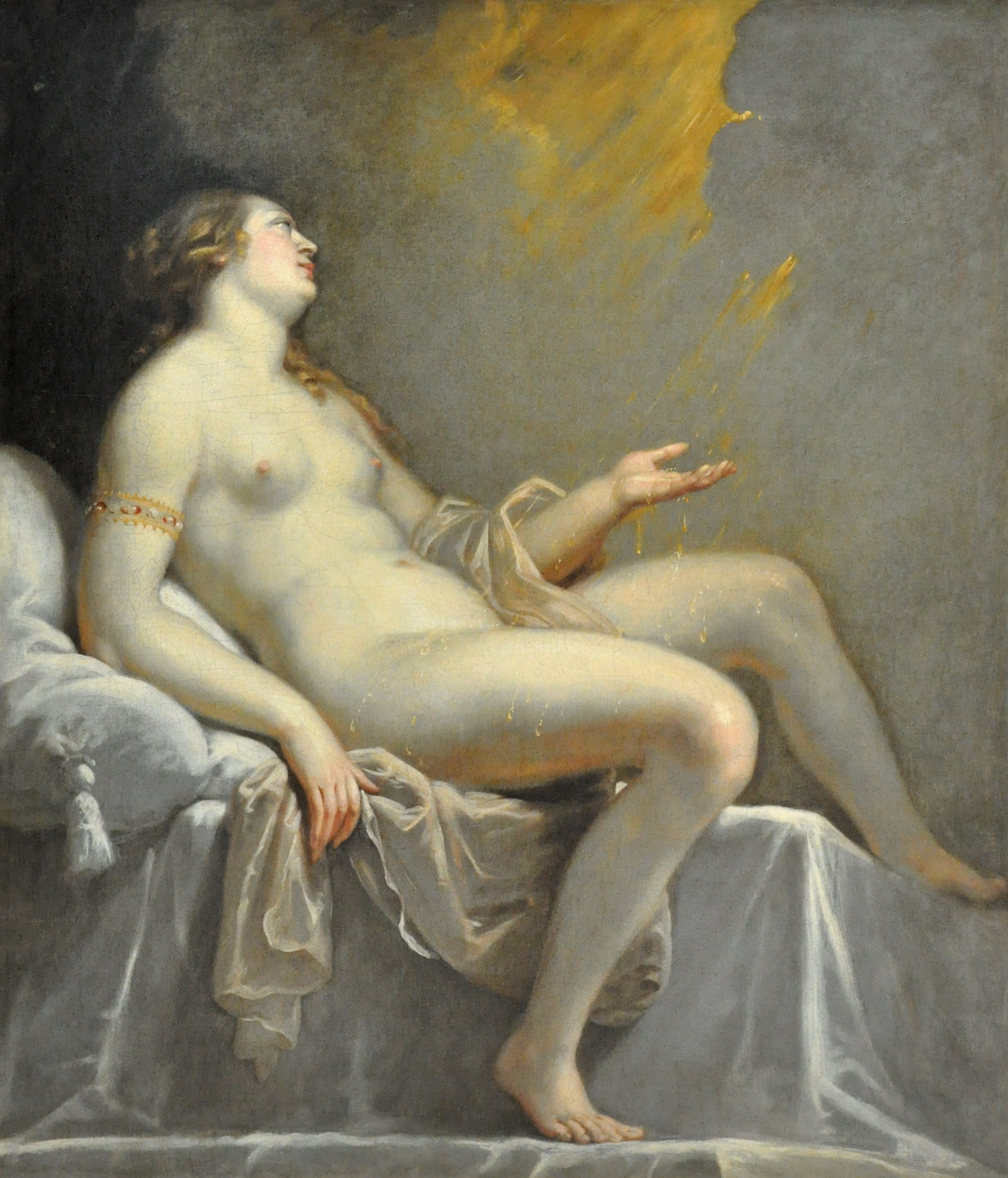
Danaé, musée des Beaux-Arts de Rouen.

Jean Mosnier, dit aussi Jean Monier, né en 1600 à Blois où il est mort en 1656, est un peintre français.
Le peintre Pierre Monier, premier lauréat du prix de Rome de peinture, est son fils.

## Biographie
Fils de peintres-verriers, Jean Mosnier reçoit de Jean Mosnier, son père, les éléments de son art. Dès 1617, il jouit déjà d’une certaine réputation.
La reine Marie de Médicis, qui est exilée dans sa ville natale, ayant reçu en présent le tableau d’Andrea Solario, connu sous le nom de la Vierge au coussin vert, en fait faire une copie par Mosnier, qu’elle donne aux Cordeliers pour remplacer l’original qu’ils lui avaient donné. La reine est si satisfaite de la peinture de Mosnier qu’elle lui accorde une pension qui lui permet d’aller à Rome où il passe huit ans et se lie avec Nicolas Poussin.
À son retour en France en 1623, il fait quelques vitraux pour des églises parisiennes, et la reine mère le charge de peindre quatorze tableaux pour le palais du Luxembourg. Deux de ses compositions existent encore dans le plafond de la salle du Livre d'or,. Mais ayant eu quelques désagréments au sujet de ces travaux, il se retire d’abord à Chartres, puis dans sa ville natale qu’il ne quittera plus. Il y  exécute de nombreux travaux, ainsi qu’à Tours, à Nogent-le-Rotrou, à Saumur, et aux châteaux de Valençay et de Cheverny.

## Famille
Jean Mosnier ou Monier a été marié deux fois, mais n'a eu d'enfants que de sa seconde épouse, Louise Lemaire, peut-être la fille ou la nièce de Jean Lemaire dit le Gros Lemaire ou Lemaire-Poussin, peintre de tableaux d'architecture. Il a eu de cette union au moins trois fils et une fille :
- Pierre Monier ou Monier (d'après Auguste Jal, p. 879, il signait Monier), peintre et membre de l'Académie royale de peinture et de sculpture et professeur à l'académie,
- Michel Monier, sculpteur, et a travaillé pour le château de Versailles,
- Jacques Monier, peintre du roi, marié en 1681 à Françoise Lopin[3],[4].
- Marie Monier a épousé, avant 1662, Jean-Baptiste Monnoyer, décédée avant 1667[5].

## Œuvres dans les collections publiques
Les villes et noms d'institutions sont classés par ordre alphabétique, les œuvres par date.
- Blois, musée des Beaux-Arts : Allégorie de la Providence royale (fragment).

- Chartres
  - Église Saint-Pierre : Nativité, huile sur toile provenant du décor de l'ancien palais épiscopal de Chartres ; le tableau est inscrit monument historique au titre d'objet depuis 2003[6] ;
  - Musée des Beaux-Arts : Le sacrifice d'Abraham (attribué), huile sur toile 224,5 × 171 cm, vers 1620-1640, provenant du transept nord de la cathédrale Notre-Dame de Chartres, dépôt temporaire de l’État, classé monument historique[7],[8].

- Paris
  - Musée du Louvre :  Deux anges musiciens (attribué), 1628.
  - Palais du Luxembourg, salle du Livre d'Or :
    - Enfants tenant des fleurs (attribué) ;
    - L'Apothéose de Marie de Médicis (attribué).

- Rouen, musée des Beaux-Arts : Danaé.